# Tamires Cássia Dias Gomes
Tamires Cássia Dias Gomes, (született: Gomes), ismertebb nevén Tamires (Caeté, Brazília, 1987. október 10. –) brazil női válogatott labdarúgó, a Corinthians több poszton is bevethető balszélsője.

## Pályafutása

### A válogatottban

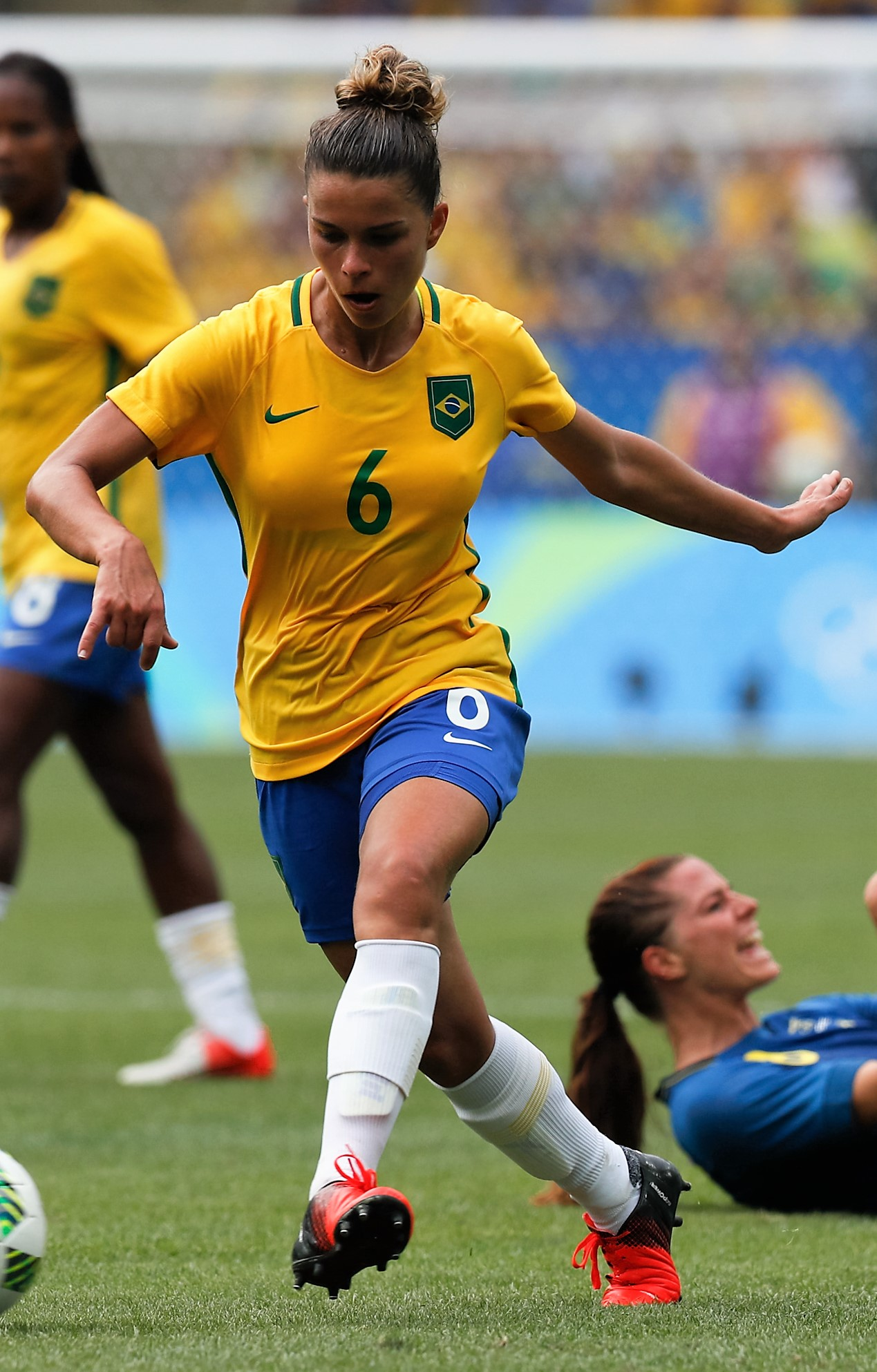
2016-ban a riói olimpián.

A Valais kupán 2013. szeptember 22-én Új-Zéland ellen mutatkozott be első alkalommal nemzeti színekben. Pár nappal később pedig első találatát jegyezhette fel a Mexikó elleni összecsapáson.
Tagja volt a 2014-es és a 2018-as Copa América győztes és a hazai rendezésű olimpián az elődöntőig menetelő csapatnak, valamint a 2015-ös és a 2019-es világbajnokságon is pályára léphetett.
A 2020-as tokiói olimpián Kanada búcsúztatta a negyeddöntőben a seleçãot. 

## Magánélete
Gyermeke, Bernardo 2011-ben látott napvilágot.

## Sikerei

### Klub
Brazil bajnok (7):
- Corinthians (5): 2020, 2021, 2022, 2023, 2024
- Centro Olímpico (1): 2013
- Santos (1): 2007

 Dán bajnok (2):
- Fortuna Hjørring (2): 2016, 2018

 Dán kupagyőztes (1):
- Fortuna Hjørring (1): 2016

Libertadores-kupa győztes (4): 
- Corinthians (4): 2019,[3] 2021,[4] 2023,[5] 2024[6]

### Válogatott
- Copa América győztes (2): 2018, 2022
- Pánamerikai Játékok győztes (1): 2015
- Brazil Nemzetközi Torna aranyérmes (4): 2013,[7] 2014,[8] 2015,[9] 2016,[10]
- Jungcsuan Nemzetközi Torna győztes (1): 2017
- Jungcsuan Nemzetközi Torna ezüstérmes (1): 2019

## Statisztikái

### A válogatottban
2021. június 14-el bezárólag
| Válogatott | Szezon   | Mérk. | Gól |
| ---------- | -------- | ----- | --- |
| Brazília   |          |       |     |
| 2013       | 10       | 1     |     |
| 2014       | 21       | 2     |     |
| 2015       | 18       | 0     |     |
| 2016       | 18       | 1     |     |
| 2017       | 10       | 0     |     |
| 2018       | 11       | 0     |     |
| 2019       | 11       | 1     |     |
| 2020       | 6        | 0     |     |
| 2021       | 14       | 0     |     |
| 2022       | 16       | 1     |     |
| 2023       | 5        | 1     |     |
| Összesen   | Összesen | 140   | 7   |

| Brazília színeiben szerzett góljai | Brazília színeiben szerzett góljai | Brazília színeiben szerzett góljai | Brazília színeiben szerzett góljai | Brazília színeiben szerzett góljai | Brazília színeiben szerzett góljai | Brazília színeiben szerzett góljai | Brazília színeiben szerzett góljai |
| ---------------------------------- | ---------------------------------- | ---------------------------------- | ---------------------------------- | ---------------------------------- | ---------------------------------- | ---------------------------------- | ---------------------------------- |
|                                    |                                    |                                    |                                    |                                    |                                    |                                    |                                    |
| Gól                                | Dátum                              | Helyszín                           | Ellenfél                           | Találat                            | Eredmény                           | Esemény                            | Forrás                             |
| 1                                  | 2013. szeptember 25.               | Stade Saint-Germain, Savièse       | Mexikó                             | 4–0                                | 4–0                                | Valais-kupa                        | [ 11 ]                             |
| 2                                  | 2014. április 9.                   | QSAC, Brisbane                     | Ausztrália                         | 1–1                                | 1–2                                | Barátságos mérkőzés                | [ 12 ]                             |
| 3                                  | 2014. szeptember 26.               | Estadio Rumiñahui, Sangolquí       | Argentína                          | 5–0                                | 6–0                                | Copa América                       | [ 13 ]                             |
| 4                                  | 2016. december 7.                  | Arena da Amazônia, Manaus          | Costa Rica                         | 2–0                                | 6–0                                | Brazil Nemzetközi Torna            | [ 14 ]                             |
| 5                                  | 2019. október 8.                   | Miejski Stadion, Kielce            | Lengyelország                      | 2–0                                | 3–1                                | Barátságos mérkőzés                | [ 15 ]                             |
| 6                                  | 2022. szeptember 2.                | Orlando Stadion, Johannesburg      | Dél-afrikai Köztársaság            | 3–0                                | 3–0                                | Barátságos mérkőzés                | [ 16 ]                             |
| 7                                  | 2023. április 11.                  | Max-Morlock-Stadion, Nürnberg      | Németország                        | 1–0                                | 2–1                                | Barátságos mérkőzés                | [ 17 ]                             |